# Cocurès
Cocurès là một xã trong vùng hành chính Occitanie, thuộc tỉnh Lozère, quận Florac, tổng Florac. Tọa độ địa lý của xã là 44° 20' vĩ độ bắc, 03° 37' kinh độ đông. Cocurès có điểm thấp nhất là 561 mét và điểm cao nhất là 980 mét. Xã có diện tích 3,55 km², dân số vào thời điểm 2003 là 175 người; mật độ dân số là 49 người/km².

## Thông tin nhân khẩu
| 1926 | 1931 | 1936 | 1946 | 1954 | 1962 | 1968 | 1975 | 1982 | 1990 | 1999 |
| ---- | ---- | ---- | ---- | ---- | ---- | ---- | ---- | ---- | ---- | ---- |
| 178  | 165  | 174  | 167  | 150  | 163  | 165  | 169  | 182  | 153  | 175  |